# Крупице
Крупице је село у општини Пљевља у Црној Гори. Према попису из 2003. било је 111 становника, а према попису из 2015. било је 50 становника (према попису из 1991. било је 150 становника).

## Демографија
У селу Крупице живи 30 пунолетних становника, а просечна старост становништва износи 45,5 година (42,4 код мушкараца и 48,2 код жена). У насељу има 15 домаћинстава, а просечан број чланова по домаћинству је 3,17.
Од становника, највише има Чабаркапа и Потпара.
Становништво у овом насељу веома је хетерогено, а у последња три пописа, примећен је пад у броју становника.
|  |

| Демографија | Демографија | Демографија |
| Година      | Становника  | Становника  |
| ----------- | ----------- | ----------- |
|             |             |             |
|             |             |             |
|             |             |             |
|             |             |             |
| 1948.       | 342         |             |
| 1953.       | 299         |             |
| 1961.       | 314         |             |
| 1971.       | 275         |             |
| 1981.       | 231         |             |
| 1991.       | 150         | 150         |
| 2003.       | 111         | 111         |
|             |             |             |

| Етнички састав према попису из 2003.‍ | Етнички састав према попису из 2003.‍ | Етнички састав према попису из 2003.‍ | Етнички састав према попису из 2003.‍ | Етнички састав према попису из 2003.‍ |
| ------------------------------------ | ------------------------------------ | ------------------------------------ | ------------------------------------ | ------------------------------------ |
|                                      |                                      |                                      |                                      |                                      |
| Срби                                 | Срби                                 |                                      | 70                                   | 63,06%                               |
| Црногорци                            | Црногорци                            |                                      | 16                                   | 14,41%                               |
| непознато                            | непознато                            |                                      | 4                                    | 3,60%                                |

| Година пописа     | 1948. | 1953. | 1961. | 1971. | 1981. | 1991. | 2003. |
| ----------------- | ----- | ----- | ----- | ----- | ----- | ----- | ----- |
| Број домаћинстава | 53    | 56    | 52    | 53    | 54    | 45    | 35    |

| Број чланова      | 1  | 2  | 3 | 4 | 5 | 6 | 7 | 8 | 9 | 10 и више | Просек |
| ----------------- | -- | -- | - | - | - | - | - | - | - | --------- | ------ |
| Број домаћинстава | 35 | 10 | 6 | 8 | 2 | 4 | 3 | 1 | 0 | 0         | 1      |

| Пол    | Укупно | Неожењен/Неудата | Ожењен/Удата | Удовац/Удовица | Разведен/Разведена | Непознато |
| ------ | ------ | ---------------- | ------------ | -------------- | ------------------ | --------- |
| Мушки  | 48     | 21               | 22           | 2              | 1                  | 2         |
| Женски | 50     | 11               | 24           | 14             | 1                  | 0         |
| УКУПНО | 98     | 32               | 46           | 16             | 2                  | 2         |

| Пол    | Укупно                    | Пољопривреда, лов и шумарство | Рибарство                            | Вађење руде и камена | Прерађивачка индустрија       |
| ------ | ------------------------- | ----------------------------- | ------------------------------------ | -------------------- | ----------------------------- |
| Мушки  | 23                        | 16                            | 0                                    | 1                    | 0                             |
| Женски | 25                        | 23                            | 0                                    | 0                    | 0                             |
| УКУПНО | 48                        | 39                            | 0                                    | 1                    | 0                             |
| Пол    | Производња и снабдевање   | Грађевинарство                | Трговина                             | Хотели и ресторани   | Саобраћај, складиштење и везе |
| Мушки  | 0                         | 0                             | 0                                    | 1                    | 0                             |
| Женски | 0                         | 0                             | 0                                    | 0                    | 0                             |
| УКУПНО | 0                         | 0                             | 0                                    | 1                    | 0                             |
| Пол    | Финансијско посредовање   | Некретнине                    | Државна управа и одбрана             | Образовање           | Здравствени и социјални рад   |
| Мушки  | 1                         | 0                             | 4                                    | 0                    | 0                             |
| Женски | 0                         | 0                             | 0                                    | 2                    | 0                             |
| УКУПНО | 1                         | 0                             | 4                                    | 2                    | 0                             |
| Пол    | Остале услужне активности | Приватна домаћинства          | Екстериторијалне организације и тела | Непознато            | Непознато                     |
| Мушки  | 0                         | 0                             | 0                                    | 0                    | 0                             |
| Женски | 0                         | 0                             | 0                                    | 0                    | 0                             |
| УКУПНО | 0                         | 0                             | 0                                    | 0                    | 0                             |